# Bally-Scholl-Reaktion
Die Bally-Scholl-Reaktion ist eine Namensreaktion in der Organischen Chemie und wurde erstmals 1905 von dem Chemiker Oscar Bally (1864–1938) beschrieben und anschließend weiter zusammen mit Roland Scholl (1865–1945) im Jahre 1911 untersucht. Die Reaktion beschreibt die Synthese von Benzanthron.

## Übersichtsreaktion
Es handelt sich bei der Reaktion um die Synthese von Benzanthron 3 durch Kondensation von Anthrachinon 1 mit Glycerin 2 in Gegenwart eines sauren Kondensationsmittels, wie beispielsweise Schwefelsäure und Eisen als Reduktionsmittel.
Die Ausbeute der Reaktion beträgt 50 % bis 60 %.

## Mechanismus
Im vorgeschlagenen Reaktionsmechanismus wird zunächst das Glycerin über ein Carbeniumion als Zwischenstufe unter Wasserabspaltung zu Acrolein umgesetzt:
Anthrachinon 1 wird zu Anthron reduziert, das im nächsten Schritt mit dem Acrolein 2 in einer Adol-Kondensation reagiert. Im letzten Schritt kommt es nach einer Dehydratisierung und Cyclisierung abschließend zur Oxidation und es bildet sich das Endprodukt Benzanthron 3.